# Peter Pokorny
Peter Pokorny (* 25. Juli 1940 in Graz) ist ein ehemaliger österreichischer Tennisspieler und Davis-Cup-Spieler. Zudem ist er einer der weltbesten Seniorentennisspieler.

## Karriere
Pokorny begann als 6-Jähriger mit dem Tennissport, holte zahlreiche steirische und österreichische Jugendmeistertitel, u. a. stand der Grazer bereits als 14-Jähriger im Finale der steirischen U18-Meisterschaften und wurde 1965, 1966 und 1968 österreichischer Einzelstaatsmeister.
1963 feierte er sein Davis-Cup-Debüt gegen Israel (5:0) und blieb bis 1973 fixer Bestandteil der österreichischen Mannschaft.
An der Seite von Hans Kary wurden 1970 die damals übermächtigen Engländer in Edinburgh mit 3:2 besiegt und im traditionellen Nachbarschaftduell gegen Deutschland im Mai 1971 unterlag die ÖTV-Auswahl in einer der spannendsten österreichischen Daviscupbegegnungen aller Zeiten.
Seine größten Einzelerfolge feierte Pokorny mit dem Sieg bei den deutschen Hallenmeisterschaften in Bremen (1973) und mit dem Finaleinzug in Lyon (zwei der damals größten Hallenturniere Europas). Bei Grand-Slam-Turnieren lief es für Pokorny trotz zahlreicher Teilnahmen (u. a. 9× Wimbledon) selten nach Wunsch, ein Mixed-Viertelfinale mit Sonja Pachta in Wimbledon war der Höhepunkt.
In den Jahren 1981 und 1982 war Pokorny als Kapitän für das ÖTV-Daviscupteam tätig. 
Seit 1986 spielt Pokorny auf der Veterans Tour der ITF (International Tennis Federation) und ist auf dem besten Wege, einer der erfolgreichsten Seniorenspieler aller Zeiten zu werden. Zahlreiche Welt- und Europameistertitel sowie unzählige nationale Mannschafts- und Einzeltitel machen Pokorny schon jetzt zum besten österreichischen Tennissenioren der Geschichte.
Seit 2007 ist er Träger des Sportehrenzeichens der Stadt Graz.

## Persönliches
Peter Pokorny lebt in Graz, ist verheiratet und hat zwei erwachsene Söhne. Seit über 30 Jahren betreibt er Tenniszentren in seiner Heimatstadt. Neben seinem täglichen Tennistraining (2–3 Stunden) ist Pokorny leidenschaftlicher Golfspieler (Hcp. 6).